# Rapidschaak

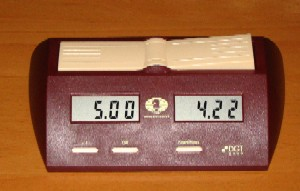
Digitale schaakklok

Het rapidschaak is een variant van schaken waarbij beide spelers tussen de 15 en 60 minuten bedenktijd hebben. Als met toegevoegde tijd per zet wordt gespeeld (zoals bij gebruik van de fischerklok) dan mag de toegekende tijd plus 60 maal de toegevoegde tijd minimaal 15 minuten en maximaal 60 minuten bedragen.
De spelers hoeven hun zetten niet te noteren.
Indien er voldoende arbiters zijn, bijvoorbeeld één per drie partijen, dan gelden verder de gewone regels. Indien er minder zijn, dan gelden er een aantal afwijkende regels. De belangrijkste zijn:
- Als beide spelers drie zetten hebben voltooid kan er niets meer worden gedaan aan een onjuiste opstelling van de stukken, verkeerde ligging van een bord of een onjuiste tijdinstelling.
- De arbiter mag alleen ingrijpen bij een onreglementaire zet als een van de spelers daarom vraagt, met uitzondering van de situatie dat beide spelers schaak staan of promotie van een pion niet voltooid is. Ook het vallen van een vlag mag een arbiter niet melden.
- Een speler kan alleen een onreglementaire zet claimen zolang hij zelf nog geen zet heeft gedaan.
- Om winst na tijdsoverschrijding te claimen moet de speler beide klokken stilzetten en een claim indienen bij de arbiter.